# Pieriegino
Pieriegino (ros. Перегино) – wieś (dieriewnia) w Rosji, w obwodzie nowogrodzkim, w rejonie poddorskim. W 2010 liczyła 162 mieszkańców.